# Vladislav Bogićević
Vladislav Bogićević (en serbio: Владислав Богићевић; 7 de noviembre de 1950) es un exfutbolista y entrenador serbio que jugaba en la posición de centrocampista.

## Carrera

### Club
Inició su carrera profesional en el Estrella Roja de Belgrado, equipo en el que también estuvo en las divisiones menores por tres años. Estuvo por casi 10 años en el club con una cesión al NK Maribor donde en 34 partidos no hizo goles. En su estancia con el equipo de la capital participó en 185 partidos y anotó 17 goles además de ayudar al club a ganar dos títulos de liga y uno de copa hasta 1978.
En 1978 viaja a Estados Unidos para jugar con el New York Cosmos, equipo con el que sería campeón de la desaparecida NASL en tres ocasiones, sería nombrado al Equipo de las Estrellas en seis ocasiones, cuatro de ellas al primer equipo y participó en 203 partidos y anotó 31 goles hasta su retiro en 1984. Fue nombrado miembro del National Soccer Hall of Fame en 2002.

### Selección nacional
Jugó para Yugoslavia de 1971 a 1977 en 23 partidos y anotó dos goles, uno de ellos en la victoria por 9-0 ante Zaire y también participó en la Clasificación para la Eurocopa 1972 y la Clasificación para la Eurocopa 1976.

### Entrenador
Inició su carrera en 1995 con el New York Centaurs de la A-League, equipo al que dirigió por dos temporadas. En el 2000 sería asistente de Yugoslavia de 2000 a 2002. En 2003 pasaría a dirigir al CF Os Beleneses de Portugal donde en su única temporada terminó en el lugar 15 de la liga y llevó al equipo a las semifinales de la Copa de Portugal.
En 2010 dirigiría a los SC White Eagles de Paterson, Nueva Jersey de la North Jersey Soccer League aunque solo duró una temporada.

## Logros

### Club
- Primera Liga de Yugoslavia: 2

1972-1973, 1976-1977
- Copa de Yugoslavia: 1

1970-1971
- (NASL): 3

1978, 1980, 1982

### Individual
- Seis veces al equipo de las estrellas: 1978, 1979, 1980, 1981, 1982, 1983, 1984
- Miembro del National Soccer Hall of Fame en 2002.

## Goles internacionales
| 1.                  | 18-6-1974 | Parkstadion, Gelsenkirchen, Alemania Federal | Zaire   | 9–0 | Alemania 1974                       |
| 2.                  | 9-6-1975  | Ullevaal Stadion, Oslo, Noruega              | Noruega | 1–3 | clasificación para la Eurocopa 1976 |
| A diciembre de 2013 |           |                                              |         |     |                                     |